# Schöningen
Schöningen è una città di 12 428 abitanti della Bassa Sassonia, in Germania.
Appartiene al circondario (Landkreis) di Helmstedt (targa HE).